# The Treasure of Captain Kidd
The Treasure of Captain Kidd è un cortometraggio muto del 1913 diretto da Richard Ridgely.

## Produzione
Il film fu prodotto dalla Edison Manufacturing Company.

## Distribuzione
Distribuito dalla General Film Company, il film - un cortometraggio in una bobina - uscì nelle sale cinematografiche statunitensi l'11 agosto 1913.